# Sectorul energiei electrice în România
În conformitate cu directivele Uniunii Europene și obiectivele privind controlul climatic, s-au alocat eforturi și resurse suplimentare pentru îmbunătățirea surselor de energie regenerabilă. Obiectivul de 24% energie regenerabilă a fost atins în 2020.
De la invazia Rusiei în Ucraina din 2022, nevoia de a consolida și diversifica sursele de energie electrică a devenit o prioritate. A fost stabilit un obiectiv de 30,7% energie regenerabilă până în 2030, însă se planifică creșterea acestui procent la 34%.
Consumul de energie electrică în 2022 a fost de 51.708,9 milioane kWh, cu 7,2% mai puțin decât în 2021. În același an, România a exportat 7.325,1 milioane kWh.

## Analiza surselor de energie electrică
Conform datelor publicate de Electrica Furnizare SA în august 2020, structura producției de energie electrică a României în 2019 era:
| 1. Surse energetice cu emisii ridicate de carbon: 38,85%, astfel: - 22,89% – cărbune - 13,95% – gaze naturale - 0,01% – nafta - 2,00% – alte surse convenționale | 2. Surse energetice cu emisii reduse de carbon: 61,13%, astfel: - 26,75% – hidroenergie - 18,98% – nuclear - 12,09% – energie eoliană - 0,68% – biomasă - 2,62% – energie solară - 0,01% – alte surse regenerabile |

Fondul UE pentru o tranziție justă vizează țările dependente de cărbune, iar România speră să primească 4,4 miliarde de euro din totalul de 17,5 miliarde alocat acestui fond pentru perioada 2024-2030. Totuși, în 2022, cărbunele a reprezentat încă 18,38% din producția de energie electrică a țării.

## Energia hidroelectrică

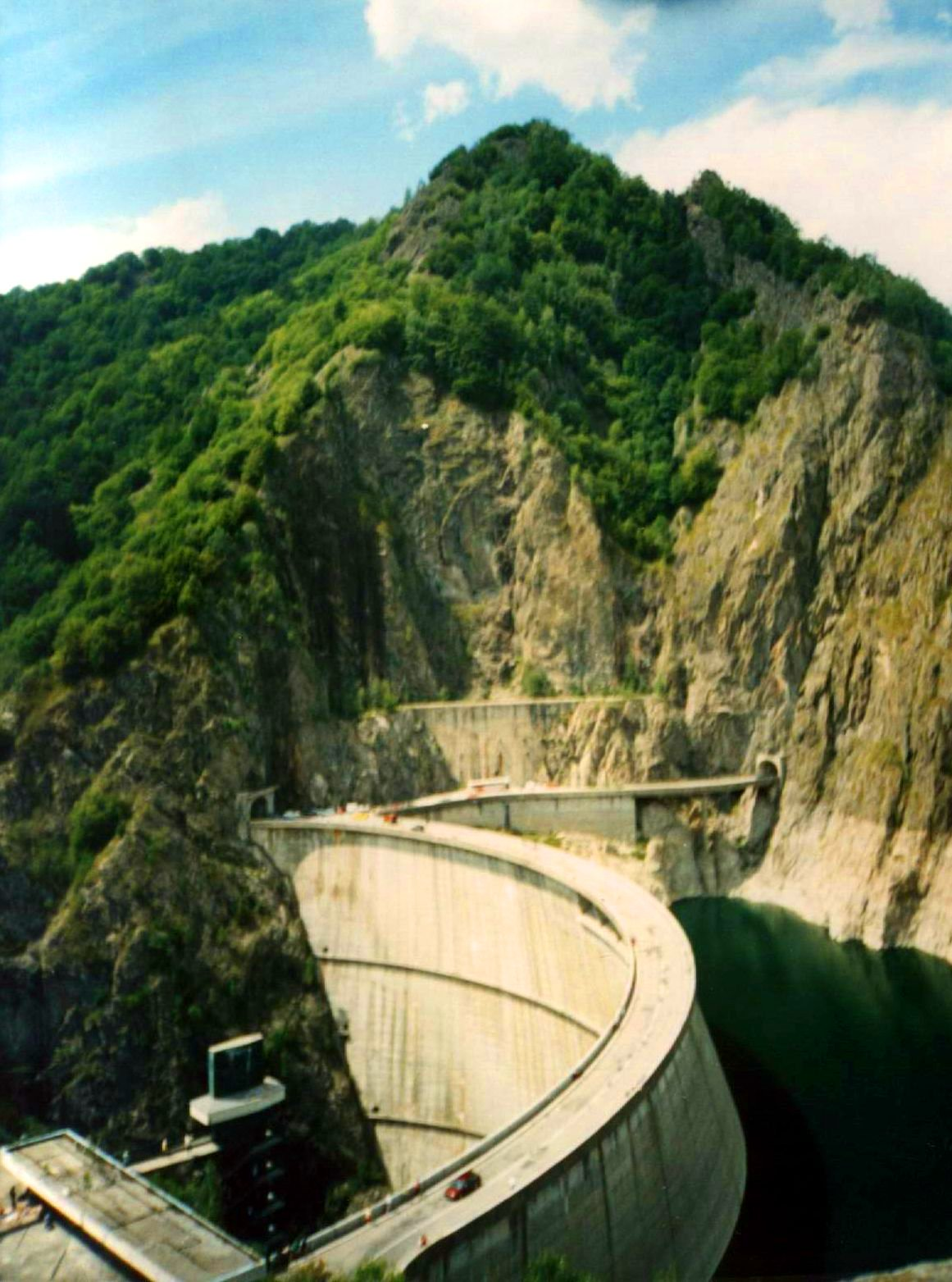
Barajul Vidraru, unde se află cea mai mare hidrocentrală

Hidroelectrica operează centrale hidroelectrice în România.
România are o capacitate totală estimată de energie hidroelectrică utilizabilă de 36.000 GWh pe an.

## Energia eoliană
Capacitatea instalată era de 3.028 MW la sfârșitul anului 2016, în creștere față de capacitatea instalată de 14 MW în 2009.
Până în 2021, aceasta ajunsese la 17% din capacitatea totală de producere a energiei electrice instalată și 13% din producția totală de energie.

## Energia solară
O sursă mică în România, 1.772,2 milioane kWh au fost generați, reprezentând doar 1,76% din producția electrică din 2022.
Se intenționează creșterea energiei solare de la 1,3 GW la 5 GW până în 2030.

## Energia nucleară
România a pus un accent deosebit pe producția de energie nucleară. Prima centrală nucleară a țării, Cernavodă Nr. 1, situată lângă Cernavodă, a fost deschisă în 1993. Doi reactori erau operaționali în 2007, când producția de energie nucleară era estimată la 21,158 miliarde de kilowați, adică 23,1&nbspș% din totalul energiei electrice.
Pentru a acoperi necesitățile energetice tot mai mari ale populației sale și a asigura continuarea creșterii standardului de viață, România plănuiește mai multe centrale |nucleare. Proiectele de centrale nucleare au fost prezentate încă din anii 1990, dar planurile au fost anulate repetat chiar și după ce au fost depuse oferte din partea producătorilor interesați din cauza costurilor mari și a preocupărilor legate de siguranță.
Pe lângă centrala nucleară de la Cernavodă, care constă din doi reactori nucleari, Guvernul a anunțat recent că intenționează să construiască o altă centrală nucleară, care ar fi cel mai probabil situată lângă unul dintre principalele râuri din Transilvania. Noua centrală nucleară va avea doi reactori nucleari și va avea o putere totală de 1413 MW și era în construcție în 2022.
România a optat pentru reactorii nucleari CANDU, deoarece aceștia utilizează uraniu natural, care este ieftin și disponibil local, și pentru că pot fi realimentate în timpul funcționării.